# 吴氏巨颅兽
吴氏巨颅兽（学名：Hadrocodium wui）被看作是最早的、目前已知的哺乳动物。这个动物的头颅只有12毫米长，生活在侏罗纪早期。其化石早在1985年就已经在中国禄丰出土。但是由于其头骨必须经过多年的精心工作从其周围的岩石中解放出来后才能进行研究，因此这种动物在哺乳动物演化过程中的特殊地位一直到2001年才被发表。
爬行动物的下颚与颅骨相连的关节与哺乳动物不同。哺乳动物的下颚关节由齿骨和鳞骨组成，而过去爬行动物的下颚关节在哺乳动物中则演化为听小骨中的依然通过一个关节相连的槌骨和砧骨。吴氏巨颅兽已经具有哺乳动物的下颚关节了。这比学者估计的要早约4000万年。
学者估计听小骨是逐渐在演化过程中与下颚关节脱离的。比如同样在中国发现的中国锥齿兽等化石头颅中听小骨还与下颚关节相连。卡内基自然史博物馆的学者罗哲西认为中耳与下颚的完全脱离是脑的增大导致的。由于脑颅的扩大中耳与下颚之间的距离扩大。